# Glauk Konjufca
Glauk Konjufca est un homme d'État kosovar né le 25 juillet 1981. Il est président de l'Assemblée du Kosovo à plusieurs reprises et à ce titre, il a assumé la présidence de la République par intérim.

## Parcours politique

### Député et président de l'Assemblée
En 2010, il a été élu député de Autodétermination et est l'éditeur de son journal hebdomadaire officiel. Il était l'un des vice-présidents de l'Assemblée du Kosovo. 
Le 26 décembre 2019, il a été élu président de l'Assemblée du Kosovo avec 75 voix pour, 27 contre et 6 abstentions.
Après les élections législatives de 2021 où son parti arrive largement en tête, il retrouve la présidence de l'Assemblée avec 69 voix et 33 contre et devient à ce titre président de la république du Kosovo en attendant l'élection présidentielle de 2021.

### Passage au gouvernement
À la suite d'un accord de gouvernement entre Autodétermination dont il est membre et la Ligue démocratique du Kosovo, il devient ministre des Affaires étrangères, et laisse la présidence de l'Assemblée à Vjosa Osmani, membre de la LDK[Quand ?].